# حيز فوق الصلبة
حيز فوق الصلبة (بالإنجليزية: episcleral space)‏ أو الحيز اللمفي حول الصلبة (بالإنجليزية: Periscleral lymph space)‏ هو الحيز الموجود في العين بين السطح الخارجي للصلبة والسطح الداخلي لمحفظة تينون، وهو يعد مكملا لحيز تحت الجافية والحيز تحت العنكبوتية، وتعبره بواسطة أشرطة دقيقة من الأنسجة الضامة.